# 미들그룬덴
미들그룬덴(Middelgrunden)은 덴마크 코펜하겐에서부터 3.5 km 거리에 있는 외레순의 해안 풍력 발전 지역이다. 2000년, 풍력 발전 단지가 완공 되어, 20개의 터빈으로 40 MW의 전력을 수용할 수 있게 되므로, 이 지역은 세계에서 가장 큰 해안 발전 지역이 되었다. 이 발전 지역은 코펜하겐 전체 전력의 약 4%를 공급한다.

## 역사
1996년, 발전소 건설 프로젝트는 미들그룬덴이 해안 풍력 활용을 위한 덴마크인들 활동에 의해 가능성이 있는 지역으로 수차례 거론되고 난 후에, 코펜하겐 환경 에너지 기구(Copenhagen Environment and Energy Office ,CEEO)에 의해 시작되었다. 미들그룬덴 지역 주민들의 CEEO 단체는 모두 다함께 코펜하겐지역에 전력공급을 더하기 위하여, 지역 전력 공익 사업으로, 미들그룬덴 풍력 터빈 협동 조합(Middelgrunden Wind Turbine Cooperative)을 구성하였고, 협력체를 설립했다. 처음에 그 지역은, 자연 보호를 위한 덴마크인 단체(Danish Society for Nature Conservation)가 반대하였지만, 그 단체의 반대 결정은 나중에 바뀌었다.

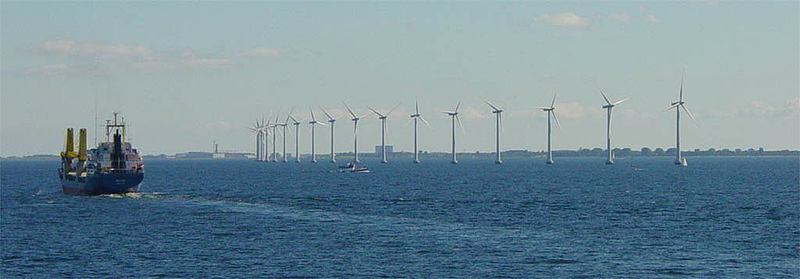
미들그룬덴 풍력 발전소

## 공공 참여
이 프로젝트는 공동체 풍력 발전의 본보기이다. 미들그룬덴 풍력 터빈 협동 조합의 10,000 명의 투자자들에게는 50%의 지분이 있다. 이 지역은 덴마크의 전력 공급의 자원임이 명백히 드러남으로 인하여, 덴마크 풍력 발전의 중요한 위치에 있다.

## 같이 보기
- 바람
- 풍차